# Зиновий Рожественски
Зиновий Петрович Рожественски (на руски: Зиновий Петрович Рожественский) е руски и български офицер – вицеадмирал, генерал-адютант, и руски дипломат. Участник в Руско-турската война (1877 – 1878). Началник на флота на Княжество България (1883 – 1885). През 1905 г. командва 2-ра тихоокеанска ескадра на Руския флот при нейното поражение от японците в битката при Цушима.

## Биография
Роден е на 11 ноември 1848 г. в Русия в семейството на военен лекар. Посвещава се на военното поприще. Завършва Морския кадетски корпус (1868) и Михайловската артилерийска академия със специалност „Морски артилерист“ (1873).
Действителна военна служба започва като командир на рота в учебния отряд на Балтийския флот. От 1876 г. служи в Черноморския флот.
По време на Руско-турската война (1877 – 1878) е началник на артилерията на Черноморския флот. На 10/22 юли 1877 г. е на борда на руския параход „Веста“. В хода на боя с османския броненосец „Фетхи Буленд“ заменя убития командир на артилерията подполковник Чернов и нанася на противника поражения, които го вадят от строя. Повишен е в звание капитан-лейтенант и награден с орден „Свети Георги“ IV ст.
След войната е командирован в Българската армия. Началник на флота на Княжество България (1883 – 1885) и командир на княжеската яхта „Александър I“. Основава военноморските правила на Българския флот, военноморския музей и библиотека.
След завръщането си в Русия служи в Балтийския и Тихоокеанския флот (1886 – 1891). Командир на клипера „Наездник“ (1890) и канонера „Грозящий“ (1891). Военноморски аташе в Лондон (1891 – 1893). Командир на крайцера „Владимир Мономах“ (1894) и броненосеца „Первенец“ (1896 – 1898). Контраадмирал от 1898 г.
Участва в Руско-японската война (1904 – 1905). Началник на Главния морски щаб и вицеадмирал от 1904 г. Командир на 2-ра тихоокеанска ескадра. Тежко ранен в битката при Цушима и пленен (1905). След Портсмутския мир с Япония се завръща в Русия. Обвинен за гибелта на 2-ра тихоокеанска ескадра, излиза в оставка през 1906 г.